# 비밀결사
비밀결사(秘密結社, 영어: secret society)는 일반적으로 정부 등 국가기관을 제외한, 소재지나 구성원, 행동강령 혹은 그 조직의 존재 자체를 외부로부터 공개하지 않는 단체나 모임 등을 말하며, 통상 입문식 등 비공개 의식을 수반하고 있다.

## 개요
비밀결사란, 존재 자체가 구성원에 의해 은닉되거나 설사 공개되어도 그곳의 구성원이라는 사실을 조직이나 자신의 허락을 구하지 않고 제3자에 의해 공개되는 것이 금지되는 조직 혹은 결사의 활동 목적이나 활동 내용을 구성원 이외의 제3자에게 공개하는 것이 금지되는 조직으로, 정부 등 국가기관은 해당사항이 되지 않는다.
프리메이슨처럼 존재는 물론 연락처도 공개하는 결사도 있으나, 그 경우도 입단의식이나 암호 등을 구성원 이외의 사람에게 함부로 공개하지 않는다.
흔히 성격에 따라 정치적 비밀결사와 종교적 비밀결사로 나뉘지만, 양쪽 모두의 요소를 가지는 경우도 있고, 어느 쪽에도 속하지 않는 경우도 있으며, 단순한 친목단체인 결사도 존재한다. 또 단순히 단체를 굳이 비밀결사처럼 꾸미는 걸 즐기는 것도 볼 수 있다.
구성원은 직업, 취미, 성격, 기호 등 공통 속성을 지닌 경우가 많다. 결사에 입회할 때는 다소 까다로운 조건과 과정이 있는 경우가 많다.
주로 비밀결사의 대부분이 기성의 정치권력이나 사회질서를 전복 또는 재편성을 목적으로 하는 반체제 조직으로 추측되거나 묘사되는 경향이 있다. 그러나 실제 비밀결사는 기본적으로 범죄 또는 폭력적 활동을 목적으로 삼기보다는 오히려 그러한 활동을 금지하는 것이 많다. 왜냐하면 비밀결사는 조직의 성격상, 존재의 비밀을 유지하는 것이 가장 중요하며 범죄활동은 그들의 비밀 유지를 오히려 위태롭기 하기 때문이다. 따라서 범죄활동을 목적으로 하는 단체는 마피아나 갱단 등으로 구별된다. 다만, 활동목적 자체가 체제에 의해 금기시되는 등 활동지역 내에 있어서 현행법 규정으로 범죄행위에 해당하는 단체도 존재하며, 또 조직의 유지나 비밀 엄수를 위해 범죄 행위를 자행하는 경우도 있기 때문에 범죄행위와 아주 상관이 없지만은 않은 곳도 있다.

## 대표 조직
사실 비밀결사는 아니지만 비밀결사라는 소문이 있는 곳, 비밀결사로 불리지만 존재 자체가 너무 유명해 이미 비밀이라고는 할 수 없는 곳이나 반대로 이름은 널리 알려져 있지만 존재가 확인되어 있지 않은 것까지 포함한다.
- 백련교
- 의화단
- 시온 수도회
- 일루미나티
- 장미십자회
- 청년이탈리아당
- KKK
- 템플기사단
- 프리메이슨
- 항성회
- P2
- 신민회
- 의열단
- 경성 트로이카
- 경성콤그룹
- 조선건국동맹
- 흥중회
- 화흥회
- 중국혁명동맹회

## 같이 보기
- 점조직(point organization)
- 지하조직(underground organization)
- 음모론